# Getúlio Vargas
Getúlio Dornelles Vargas (19. dubna 1882, São Borja, Brazílie – 24. srpna 1954) byl prezidentem Brazílie. Poprvé se k moci dostal v důsledku státního převratu, a zemi tak jako diktátor vedl v letech 1930–1945. Podruhé byl do úřadu zvolen a vykonával jej od roku 1951 do roku 1954, kdy spáchal sebevraždu.
Byl synem zámožného rančera, který bojoval v paraguayské válce, získal hodnost plukovníka a pak se stal starostou města São Borja. V šestnácti letech vstoupil do armády, pak vystudoval práva v Porto Alegre, roku 1909 byl zvolen do parlamentu státu Rio Grande do Sul a v roce 1923 se stal kongresmanem. V letech 1926 až 1928 byl ministrem financí a v letech 1928 až 1930 guvernérem Rio Grande do Sul. V prezidentských volbách v roce 1930 ho porazil Júlio Prestes, Vargas však označil volby za zmanipulované a vypuklo povstání, které nastolilo vojenskou vládu a ukončilo existenci „první brazilské republiky“, opírající se o tradiční elity. V roce 1937 Vargas změnil ústavu a zavedl systém své osobní moci, známý jako Estado Novo (Nový stát).
Vargas byl nejdéle vládnoucím prezidentem v brazilské historii. Jeho politika byla výrazně populistická. Byl zarytým nacionalistou a antikomunistou, zavedl však také řadu sociálních reforem a nechával se titulovat Pai dos Pobres (Otec chudých). Za jeho vlády proběhla také rozsáhlá industrializace země.

## Vyznamenání
- velkokříž Řádu věže a meče, Portugalsko, 18. listopadu 1933[5]
- Řád bílé orlice, Polsko, 1935[6]
- velkokříž Řádu avizských rytířů, Portugalsko, 6. srpna 1941[5]
- velkokříž s řetězem Řádu Isabely Katolické, Španělsko, 1952
- velkokříž s řetězem Řádu zásluh o Italskou republiku, Itálie, 11. března 1953[7]
- velkokříž speciální třídy Záslužného řádu Spolkové republiky Německo, Německo, 20. května 1953